# One Vanderbilt
Le One Vanderbilt est un gratte-ciel résidentiel américain à New York. Le One Vanderbilt est composé de 93 étages situé à l'angle de la 42e rue et de la Vanderbilt Avenue, au centre de Manhattan, à New York. Proposée par le maire de New York, Bill de Blasio, et le promoteur SL Green Realty dans le cadre du rezonage de Midtown-Est prévu au début des années 2010, la tour se dresse immédiatement à l'ouest de Grand Central Terminal.

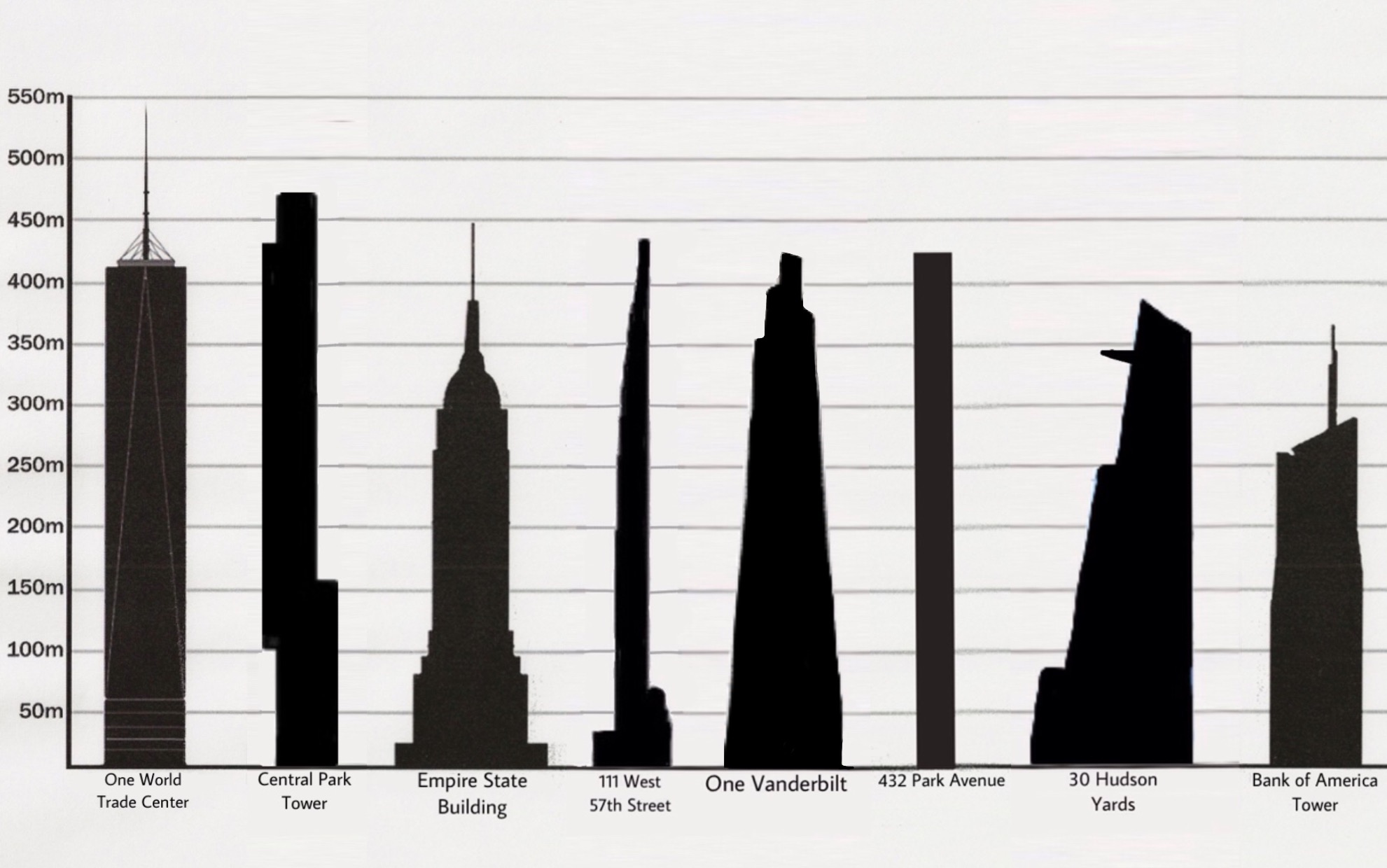
Plus hautes structures de New York.

Une cérémonie de pose de la première pierre de One Vanderbilt a eu lieu en octobre 2016. La tour s'est achevée le 17 septembre 2019, deux mois avant la date prévue, et le bâtiment a ouvert ses portes en septembre 2020. Le toit de ce gratte-ciel de 150 000 m2 se trouve à une hauteur de 397 m et sa flèche culmine à 427 m, ce qui en fait le quatrième plus grand bâtiment de la ville après le One World Trade Center, la Central Park Tower et le 111 West 57th Street. 
Le chef français Daniel Boulud, élu meilleur restaurateur 2021, y a ouvert un restaurant en mai 2021,.